# Zindzi Mandela
Zindziswa Mandela (Soweto, 23 de diciembre de 1960 -Johannesburgo, 13 de julio de 2020), también conocida como Zindzi Mandela-Hlongwane, fue una diplomática y poeta sudafricana, embajadora de su país en Dinamarca hasta el momento de su muerte. Fue hija de los activistas y políticos antiapartheid Nelson Mandela y Winnie Mandela. Ejerció como primera dama de Sudáfrica de 1996 a 1998.

## Biografía
Zindzi Mandela nació el 23 de diciembre de 1960 en Soweto, en lo que entonces era la Unión Sudafricana. Era hija de Nelson y Winnie Mandela, hermana menor de Zenani Mandela-Dlamini y la tercera de las tres hijas de Nelson Mandela. El año de su nacimiento fue el año en que el Congreso Nacional Africano (ANC) lanzó su ala armada, y sus padres eran buscados por el gobierno. De hecho, cuando su padre fue enviado a prisión, Zindzi Mandela tenía 18 meses. Durante su juventud, su madre fue enviada a prisión durante varios meses.
La madre de Zindzi Mandela fue desterrada a la provincia del Estado Libre de Orange en 1977 y se fue a vivir con ella allí. Zindzi Mandela no pudo completar su educación hasta que fue enviada a Suazilandia. Finalmente, a su madre se le permitió regresar a Soweto. Estudió Derecho en Ciudad del Cabo.
Zindzi se casó dos veces y tuvo cuatro hijos: la escritora y activista Zoleka Mandela (1980), Zondwa Mandela (1985), Bambatha Mandela (1989) y Zwelabo Mandela (1992). Su primer esposo fue Zwelibanzi Hlongwane. En marzo de 2013, se casó con su segundo esposo, Molapo Motlhajwa, que era miembro de la Fuerza de Defensa Nacional de Sudáfrica.
Mandela fue acusada de la cancelación de un combate de boxeo entre Floyd Mayweather y Manny Pacquiao que ella organizó con motivo del cumpleaños de su padre en 2011, perdiendo la demanda que le interpuso la promotora de boxeo Duane Moody siendo condenada a pagar 4,7 millones de dólares más las costas por daños a Moody.
Zindzi Mandela murió el 13 de julio de 2020 en el hospital de Johannesburgo, a los cincuenta y nueve años. Las causas del deceso no fueron difundidas.

## Trayectoria
En 1985, Nelson Mandela recibió una propuesta de libertad condicional del entonces presidente del estado, Pieter Willem Botha, que rechazó en una carta que Zindzi Mandela leyó en público el 10 de febrero de 1985.
En 1978 se publicó el libro de poesía de Zindzi Mandela, Black as I Am, con fotografías de Peter Magubane. Sus poesías también aparecieron en otras publicaciones, como Somehow We Survive: An Anthology of South African Writing, editado por Sterling Plumpp, e Hijas de África, editado por Margaret Busby. Zindzi Mandela se licenció en derecho en la Universidad de Ciudad del Cabo en 1985.
De 1996 a 1998, se desempeñó como suplente de la primera dama de Sudáfrica debido a las separación de sus padres.

### Embajadora
Zindzi Mandela fue nombrada embajadora de Sudáfrica en Dinamarca en 2014, aunque no llegó a Dinamarca por primera vez hasta junio de 2015.
En junio de 2019, durante su etapa como embajadora, Mandela emitió una serie de mensajes desde su cuenta de Twitter donde habló sobre "temblorosos cobardes blancos que son los violadores ladrones descendientes de Jan Van Riebeck [sic]" y "visitantes no invitados que no quisieron irse" lo que causó gran controversia. Ese mismo mes, Mandela también había expresado su "profundo y puro amor incondicional y respeto" por "CIC", el líder de los Luchadores por la Libertad Económica (EFF), Julius Malema.
Por todo ello, fue investigada por el Departamento de Relaciones Internacionales y Cooperación (DIRCO) por violar su política de redes sociales, aunque Mandela permaneció desafiante. Por ello, el ministro de Asuntos Exteriores Naledi Pandor la convino a comportarse como una diplomática y adherirse a la política de medios de comunicación social del departamento. El expresidente Thabo Mbeki expresó su preocupación por lo sucedido y el veterano Mavuso Msimang consideró sus mensajes como un discurso de odio, mientras que Mandela obtuvo el apoyo del EFF y del primer ministro de la provincia de KwaZulu-Natal, Sihle Zikalala.

## Reconocimientos
En el telefilme de la BBC de 2009 la Sra. Mandela, Zindzi Mandela fue interpretada por Refilwe Pitsoe. Ese mismo año, la actriz sudafricana Bonnie Henna dio vida a Zindzi Mandela en la película Invictus.